# 那不勒斯的貝亞特麗切
那不勒斯的貝亞特麗切（義大利語：Beatrice di Napoli，1457年11月16日—1508年9月23日），匈牙利與波希米亞王后，那不勒斯國王斐迪南一世的女兒。
1476年，貝亞特麗切與匈牙利國王匈雅提·馬加什結婚，兩人沒有子女。1490年馬加什去世，波希米亞國王弗拉迪斯拉夫二世繼承匈牙利王位（稱「烏拉斯洛二世」）並於1491年與貝亞特麗切結婚。由於貝亞特麗切仍未能生下繼承人，兩人的婚姻於1500年被廢除。